# 莱昂 (艾奥瓦州)
莱昂（Leon）是美国艾奥瓦州迪凯特县的城市和县城。2010年美国人口普查时人口为1977人。
该市位于小河湖游乐区附近。